# Pölsa

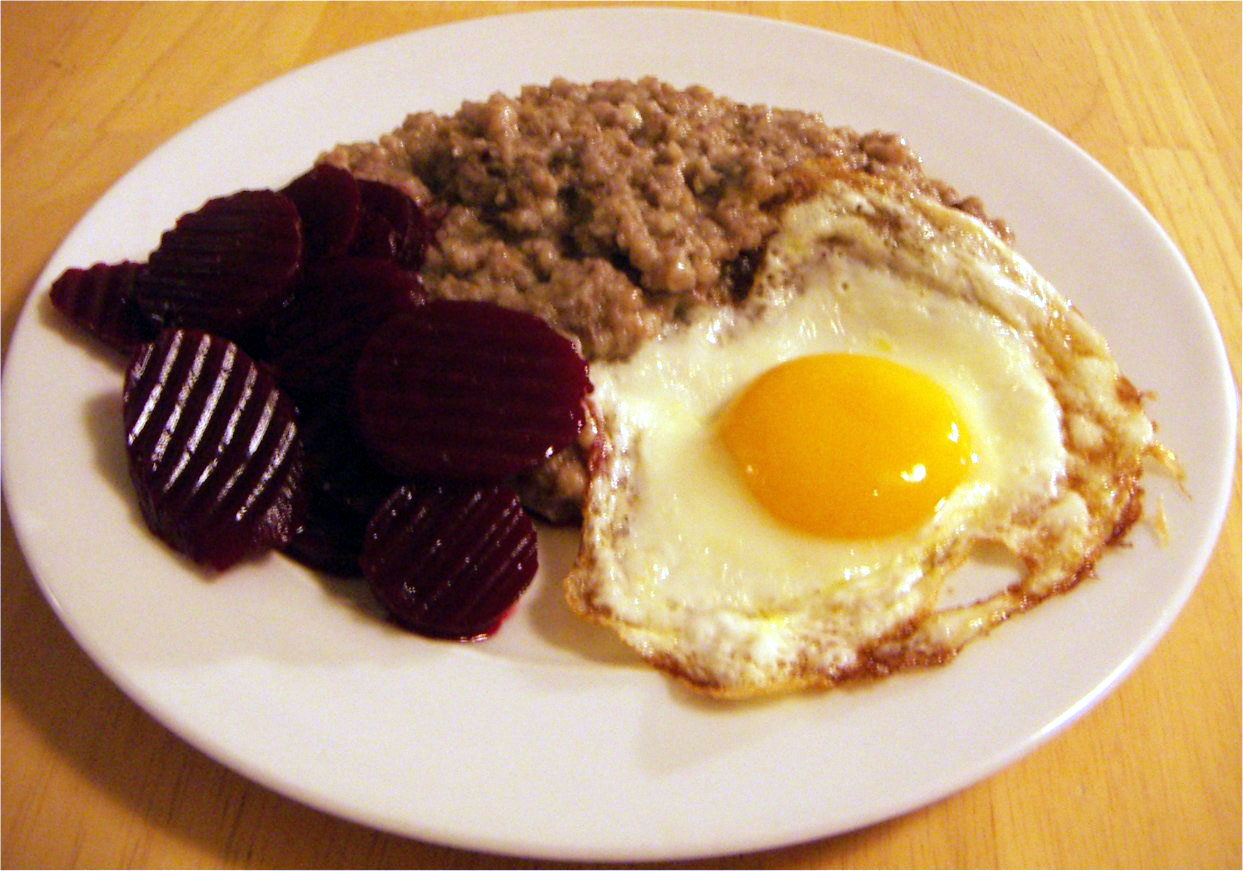
Pölsa servido num prato.

Pölsa é um prato tradicional da culinária sueca, trata-se de um prato elaborado com vísceras dos animais, muito semelhante aos haggis escoceses e os scrapple.

## Características
Os principais ingredientes são carne picada das vísceras de novilho ou de outras carnes (aves e caça incluídas, as partes a considerar são os rins, fígado, coração, fressura, etc.), cebola, e grãos de centeio ou de cevada (varia de região para região), tudo bem misturado numa pasta a que se adicionam especiarias como pimenta negra, noz-moscada, cravinho e manjerona. Serve-se geralmente com batatas fritas, couve-nabiça, beterraba e é acompanhada com ovos estrelados.

## Curiosidades
Não se deve confundir este prato com a salsicha norueguesa ou dinamarquesa denominada pølse (em norueguês: pølsen = pølsa) devido à similitude de pronúncia, mas ambos os pratos nada têm que ver e a composição é completamente distinta.

## Literatura
O escritor sueco Torgny Lindgren na sua obra Pölsan (tradução portuguesa: A última receita) elabora um romance em que intervêm vários personagens que viajam por várias localidades suecas provando diversas variantes de pölsa (singular) ou pölsor (no plural).